# Berkshire Mountains
Der Höhenzug der Berkshire Mountains liegt im westlichen Teil der US-Bundesstaaten Massachusetts und Connecticut. 
Er erstreckt sich in Nord-Süd-Richtung westlich des vom Connecticut River durchflossenen Pioneer Valley und östlich der entlang der Grenze zu New York verlaufenden Taconic Mountains. Die nördliche Fortsetzung in Vermont bilden die Green Mountains.

## Definition
Sir Francis Bernard, der königliche Gouverneur, nannte das Gebiet „Berkshire“, zu Ehren seiner Heimat in England.

## Geographie
Der höchste Punkt in den Berkshires ist Crum Hill (866 m). Die durchschnittliche Höhe beträgt jedoch nur zwischen 213 m und 365 m. Die größten Gemeinden in der Region sind Pittsfield, North Adams, Adams, Great Barrington, Williamstown und Winsted.

## Counties
Die Berkshires ziehen sich durch mehrere Counties:
- Berkshire County, Massachusetts
- Fairfield County, Connecticut
- Franklin County, Massachusetts
- Hampden County, Massachusetts
- Hampshire County, Massachusetts
- Litchfield County, Connecticut